# رضا الطلياني
رضا الطلياني (بالأحرف اللاتينية Reda Taliani) واسمه الحقيقي رضى تمني هو مغني راي جزائري ولد في عام 1980 في الأبيار، الجزائر من عائلة تتحدّر من قسنطينة. عرف بالطلياني من عمر الثامنة بسبب طريقة لبسه. يعيش رضى منذ سنوات طويلة في مرسيليا، فرنسا.
ترعرع في القليعة بولاية تيبازة، وأحب الموسيقى منذ صغره وتسجّل في معهد القليعة للموسيقى العربية الأندلسية حيث تعلّم عزف الآلات الموسيقية، وبرع في العزف على المندولين. أحب الراي وترك الموسيقى الكلاسيكية الأندلسية لمتابعة الغناء كمؤدي للراي والشعبي بخليط من الموسيقى المغاربية. كانت بداياته مع المنتح Issame حيث أصدر معه ألبومه الأول عام 2000 وأصدر إلى الآن عدة ألبومات.

## أعماله
من أشهر أغانيه Josephine. وقد تعاون مع فنانين عدة من أهمهم:
- فريق الراب 113 في أغنية Partir loin
- الفنان تونزيانو في أغنية Ca passe ou ça casse
- تعاون مع فريق الهيب هوب Rappeurs d'Instinct في أغنية Cholé Cholé
- تعاون مع Grand Corps Malade في Inch'Allah

من ألبوماته وأغانيه:
- اشي داني الواحد طيرة.
- جوزفين.
- بحر الغدار.
- ديس moi.
- لومينا.
- خوبز دار.
- Les algériens des kamikhazes.
- Les algériens rassa.
- Mon cœur n'aie pas peur.
- Taaya Tebghini.

## روابط خارجية
- رضا الطلياني على موقع ميوزك برينز (الإنجليزية)
- رضا الطلياني على موقع أول ميوزيك (الإنجليزية)
- رضا الطلياني على موقع ديسكوغز (الإنجليزية)